# Außerordentlicher FDP-Bundesparteitag 1990
Koordinaten: 53° 51′ 16,7″ N, 10° 41′ 20,9″ O

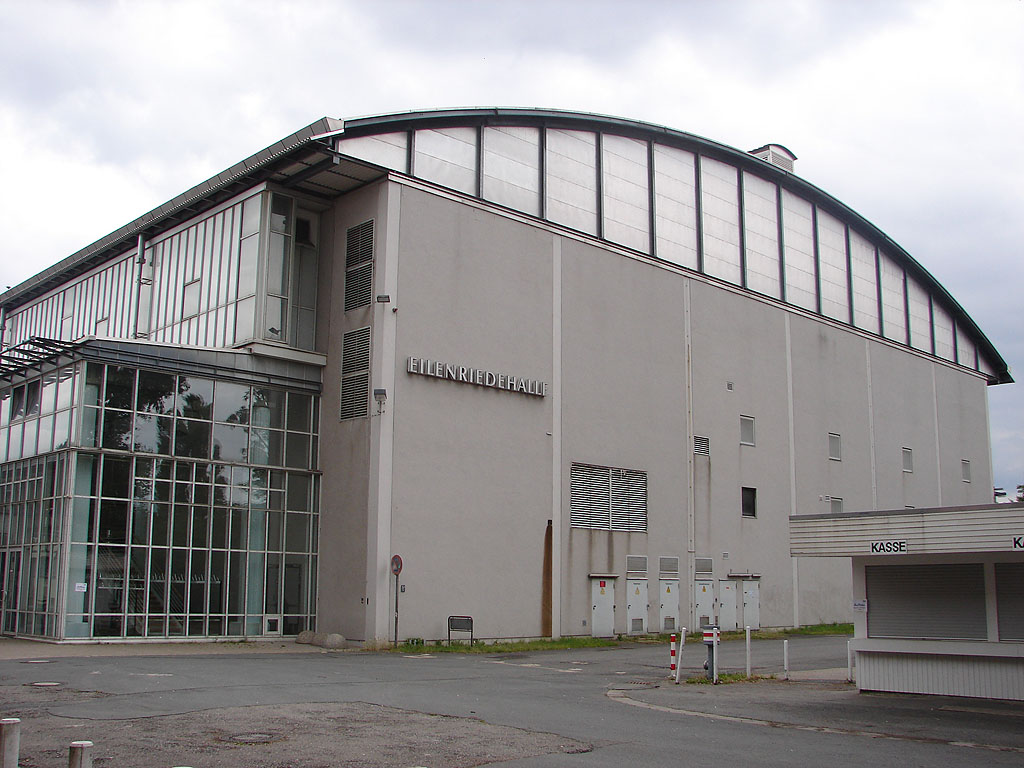
Eilenriedehalle

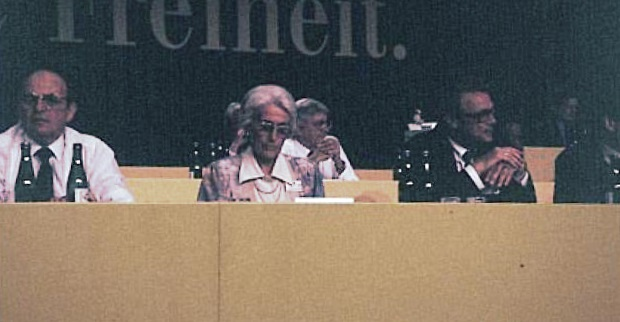
V. l. n. r.: Georg Gallus, Hildegard Hamm-Brücher, Burkhard Hirsch und Wolfgang Lüder auf dem außerordentlichen Bundesparteitag 1990 in Hannover

Den außerordentlichen Bundesparteitag 1990 hielt die FDP am 11. August 1990 in Hannover ab. Es handelte sich um den 11. außerordentlichen Bundesparteitag der FDP in der Bundesrepublik Deutschland.
Der Parteitag sollte dem nachfolgenden Vereinigungsparteitag 1990 mit dem Bund Freier Demokraten, der Deutschen Forumpartei und der FDP der DDR unmittelbar vorausgehen und diesen vorbereiten. Der außerordentliche Bundesparteitag dauerte von 10:00 Uhr bis 14:00 Uhr.

## Teilnehmer
Insgesamt wurden zum Bundesparteitag 402 Delegierte eingeladen. Die Verteilung erfolgte jeweils nach den Mitgliederbeständen der Landesverbände (Mitgliederbestand per 31. Dezember 1989) und den Wählerstimmen zur Bundestagswahl vom 25. Januar 1987 (Berlin: Wahl zum Abgeordnetenhaus 29. Januar 1989).
Die Amtszeit der Delegierten begann am 1. Mai 1990 und sollte am 30. April 1992 enden.
Nach dem Mitgliederbestand der Landesverbände und den Wählerstimmen ergab sich folgender Delegiertenschlüssel:
| Delegiertenrechte zum Bundesparteitag | Delegiertenrechte zum Bundesparteitag | Delegiertenrechte zum Bundesparteitag | Delegiertenrechte zum Bundesparteitag |
| Landesverband                         | Delegierte nach Mitgliedern           | Delegierte nach Wählerstimmen         | Summe Delegierte                      |
| ------------------------------------- | ------------------------------------- | ------------------------------------- | ------------------------------------- |
| Baden-Württemberg                     | 23                                    | 38                                    | 61                                    |
| Bayern                                | 19                                    | 31                                    | 50                                    |
| Berlin                                | 7                                     | 3                                     | 10                                    |
| Bremen                                | 2                                     | 2                                     | 4                                     |
| Hamburg                               | 6                                     | 6                                     | 12                                    |
| Hessen                                | 23                                    | 19                                    | 42                                    |
| Niedersachsen                         | 24                                    | 24                                    | 48                                    |
| Nordrhein-Westfalen                   | 62                                    | 52                                    | 114                                   |
| Rheinland-Pfalz                       | 16                                    | 13                                    | 29                                    |
| Saarland                              | 9                                     | 3                                     | 12                                    |
| Schleswig-Holstein                    | 9                                     | 9                                     | 18                                    |
| Auslandsgruppe Europa                 | 2                                     |                                       | 2                                     |

## Tagesordnung
Die Tagesordnung wurde zusammen mit dem Einladungsschreiben am 29. Juni 1990 verschickt.
1. Eröffnung
2. Grußworte
3. Rede des Parteivorsitzenden Lambsdorff
4. Beschlussfassung über Satzungsänderungen
5. Bericht des Schatzmeisters
6. Vorlage und Erörterung des Rechenschaftsberichtes für 1988 gem. 6. Abschnitt § 23 Abs. 2 Parteiengesetz
7. Bericht der Rechnungsprüfer
8. Entlastung des Bundesvorstandes
9. Ende des außerordentlichen Parteitages

## Sonstiges
In das Tagungspräsidium wurden gewählt: Wolfgang Lüder, Ruth Wagner, Ulrich Irmer, Fritz Schaumann, Joachim Falkenhagen.